# مونریکر (رمان)
مونریکر (انگلیسی: Moonraker) سومین رمان از مجموعه جیمز باند اثر یان فلمینگ است. این رمان در آوریل ۱۹۵۵ توسط جاناتان کیپ منتشر شد. در بخش اول داستان، باند با هوگو درکس که یک صنعت‌گر است همبازی می‌شود. در بخش دوم داستان باند به عنوان بخشی از کارکنان درکس در پروژه مونریکر شروع به کار می‌کند. مونریکر پروژه‌ای موشکی است که قرار است در ظاهر برای دفاع از انگلستان توسعه پیدا کند. باند ابتدا که برای درکس کار می‌کند، خبر ندارد که او یک نازی سابق و عامل شوروی است و قصد دارد که موشکی هسته‌ای به لندن شلیک کند.